# Pálava (seriál)
Pálava je český rodinný komediální televizní seriál z prostředí jižní Moravy a okolí Pálavy, který měl premiéru 29. srpna 2022 na stanici Prima. Jedná se o volné pokračování seriálu Vinaři.

## Obsazení

### Hlavní postavy
| Michal Isteník     | Michal Hubáček - svérázný flegmatik |
| Patrik Děrgel      | Jaromír Kerndl - burzovní makléř    |
| Denisa Nesvačilová | Ája Žáčková - sportovkyně           |
| Jiří Panzner       | Filip Kořínek - knihkupec           |
| Pavla Dostálová    | Iveta Junková - podnikatelka        |

### Vedlejší postavy
| Bolek Polívka        | Stanislav „Staňo“ Hýsek - vinář                              |
| Jana Paulová         | Hana Hýsková - manželka Stanislava                           |
| Tereza Kostková      | Kateřina Hýsková – manželka Milana a manažerka z Prahy       |
| Robert Jašków        | Milan Hýsek – syn Stanislava                                 |
| Jan Brožek           | Bedřich „Buddy“ Hýsek – syn Kateřiny a Milana                |
| Alžběta Vaculčiaková | Petra Hýsková – basketbalistka, dcera Kateřiny a Milana      |
| Matěj Havelka        | Adam Kořínek – syn Filipa                                    |
| Adam Mašura          | Viktor Pištěk - expartner Ájy                                |
| Jiří Valůšek         | Libor Junek, manžel Ivety                                    |
| Pavel Zedníček       | Cyril Popelka                                                |
| Jana Krausová        | Marie Popelková                                              |
| Jaromír Dulava       | Karel Kočí                                                   |
| Tomáš Matonoha       | Jakub „Hřéba“ Hřebec – proutník                              |
| Miroslav Táborský    | Jan Fuksa – malovinař, chovatel kozy Terezky                 |
| Kateřina Ujfaluši    | Eliška Soudková – vnučka Jana                                |
| Pavel Nečas          | Patrik Tauš – policista                                      |
| Lucie Benešová       | Hedvika Taušová – manželka Patrika                           |
| Hana Holišová        | Lenka Burešová – sekretářka                                  |
| Oldřich Navrátil     | Vladimír Luža – obvodní lékař                                |
| Vladimír Polívka     | Karel „Charlie“ Kočí – model                                 |
| Karel Roden          | Petr Křižan – pražský architekt, má malé vinařství na Moravě |
| Hynek Čermák         | František Vlček – velkovinař                                 |
| Zdeněk Junák         | Olin Vlček – starosta Křetic, Františkův otec                |
| Petr Vaněk           | Láďa Karas – kytarista                                       |
| Jakub Uličník        | Maroš                                                        |

## Seznam dílů
| Č. v seriálu | Název                       | Režie         | Scénář        | Datum premiéry    | Sledovanost (v mil., 15+) |
| ------------ | --------------------------- | ------------- | ------------- | ----------------- | ------------------------- |
| 1            | Štístko                     | Jaroslav Fuit | Petr Kolečko  | 29. srpna 2022    | 0,852                     |
| 2            | Houby                       | Jaroslav Fuit | Petr Kolečko  | 29. srpna 2022    | 0,612                     |
| 3            | Rybka zabrala               | Jaroslav Fuit | Petr Kolečko  | 5. září 2022      | 0,450                     |
| 4            | Tichá pošta                 | Jaroslav Fuit | Petr Kolečko  | 12. září 2022     | 0,450                     |
| 5            | Noc zlomených srdcí         | Petr Kolečko  | Petr Kolečko  | 19. září 2022     | 0,433                     |
| 6            | Didrachma                   | Petr Kolečko  | Petr Kolečko  | 26. září 2022     | 0,370                     |
| 7            | Dotační skandál             | Petr Kolečko  | bude oznámeno | 3. října 2022     | 0,345                     |
| 8            | Ztracený závod              | Petr Kolečko  | bude oznámeno | 10. října 2022    | 0,382                     |
| 9            | Pálavský silák              | Petr Nikolaev | bude oznámeno | 17. října 2022    | 0,399                     |
| 10           | Čistý vzduch                | Petr Nikolaev | bude oznámeno | 24. října 2022    | 0,389                     |
| 11           | Pán prstenu                 | Petr Nikolaev | bude oznámeno | 31. října 2022    | 0,398                     |
| 12           | Kočí je mrtev, ať žije Kočí | Petr Nikolaev | bude oznámeno | 7. listopadu 2022 | 0,361                     |